# Ángel Acebes
Pour les articles homonymes, voir Acebes.
Ángel Jesús Acebes Paniagua, né le 3 juillet 1958 à Pajares de Adaja, est un homme politique espagnol, membre du Parti populaire (PP).
Élu membre du Sénat en 1989, il devient maire d'Ávila deux ans plus tard, puis porte-parole du groupe sénatorial du PP en 1995. En 1996, il est nommé coordonnateur général du parti, une fonction qui disparaît en 1999, lorsqu'il entre au gouvernement, en tant que ministre des Administrations publiques.
Il est promu ministre de la Justice en 2000, puis ministre de l'Intérieur en 2002. En 2004, le PP perd le pouvoir et il en devient le secrétaire général sous la présidence de Mariano Rajoy. N'étant pas reconduit en 2008, il se met en retrait de la vie politique, qu'il quitte en 2011.

## Biographie

### Un avocat rapidement en politique
Titulaire d'une licence en droit, obtenue à l'université de Salamanque, avocat spécialisé en droit de l'entreprise, il a d'abord milité au sein des Jeunesses de l'Union du centre démocratique (JUCD), avant de rejoindre le Parti réformiste démocratique (PRD). En 1985, il adhère à l'Alliance populaire (AP) et est élu, deux ans plus tard, au conseil municipal d'Ávila, où il exerce les fonctions de porte-parole du groupe de l'AP. 
À l'occasion des élections générales anticipées du 29 octobre 1989, il se présente au Sénat, sous les couleurs du nouveau Parti populaire (PP), dans province d'Ávila, et remporte un siège avec plus de 34 000 voix, réalisant ainsi le meilleur score.
À la tête de la liste du PP pour les élections municipales du 26 mai 1991 à Ávila, il remporte 46,7 % des voix et 11 sièges sur 21, permettant son investiture comme maire le 15 juin suivant.

### Un jeune cadre du Parti populaire
Après avoir été réélu sénateur avec plus de 55 000 voix au cours des élections générales anticipées du 6 juin 1993, il est porté à la présidence du Parti populaire de sa province en 1994. Le 7 février 1995, il est choisi comme porte-parole du groupe PP au Sénat, qui compte alors 114 sièges sur 254, remplaçant Alberto Ruiz-Gallardón, candidat aux élections régionales dans la Communauté de Madrid. Il ne se représente pas aux élections municipales, organisées le 28 mai suivant.
Aux élections générales anticipées du 3 mars 1996, il se présente au Congrès des députés comme tête de liste dans la province d'Ávila et remporte 58,7 % des voix, soit vingt-neuf points d'avance sur le Parti socialiste ouvrier espagnol (PSOE). Le PP ayant remporté le scrutin, José María Aznar est investi, le 4 mai suivant, président du gouvernement. Alors qu'il était pressenti comme ministre de la Justice, ministre des Administrations publiques ou porte-parole du gouvernement, il est nommé coordonnateur général du Parti populaire le 13 mai, afin de s'occuper de la gestion quotidienne du parti et ses relations avec le gouvernement.

### Trois portefeuilles à l'époque de José María Aznar
Le 18 janvier 1999, Aznar choisit Javier Arenas comme futur secrétaire général du PP et procède, dès le lendemain, à un remaniement ministériel, au cours duquel Acebes est nommé ministre des Administrations publiques. 
Lors du XIIIe congrès national du parti, douze jours plus tard, il fait approuver, avec un seul vote contre, son rapport sur la réforme statutaire, qui prévoit la création d'un comité de direction et renforce le système de sanctions internes. Relevé de son poste de coordonnateur général, qui disparaît de l'organigramme interne, il est cependant nommé président du comité électoral national.
Après les élections générales du 12 mars 2000, pendant lesquelles sa liste remporte 65,3 % des voix dans la province d'Ávila, il est promu, le 28 avril, ministre de la Justice. Le 10 juillet 2002, à l'occasion du plus important remaniement de l'ère Aznar, il devient ministre de l'Intérieur. Il commence par remplacer le secrétaire d'État à la Sécurité et le délégué du gouvernement pour les Étrangers et l'Immigration, deux de ses trois subalternes directs.

### La gestion des attentats du 11-M
En sa qualité de ministre de l'Intérieur, il lui revient de gérer les terribles conséquences des attentats du 11 mars 2004 à Madrid. À peine le massacre commis, il accuse les terroristes basques d'ETA, avant d'ajouter qu'il pourrait éventuellement s'agir d'Al-Qaïda. Le lendemain, il affirme que l'ETA reste la « principale piste » et rejette le communiqué de l'organisation dans le journal Gara, par lequel elle nie toute implication. Finalement, deux jours après les attentats, il annonce l'arrestation de cinq personnes liées au réseau islamiste intégriste.

### Une figure de l'opposition à José Luis Rodríguez Zapatero
Aux élections générales du 14 mars, il conduit de nouveau la liste du PP dans la province d'Ávila, qui remporte 59,5 % des voix, tandis qu'au niveau national, le PSOE s'impose avec une majorité relative. Il est désigné, neuf jours plus tard, adjoint au secrétaire général du parti, Mariano Rajoy, qui le choisit en outre comme candidat à sa succession pour le prochain congrès national, devenant, de facto, le numéro deux du PP. 
Une semaine seulement après l'entrée en fonction du gouvernement de José Luis Rodríguez Zapatero, il fait un bilan extrêmement négatif de l'action de l'exécutif, affirmant que « en une semaine, on ne peut faire pire ». Lors du XVe congrès national, organisé au mois d'octobre suivant, il est élu secrétaire général, sous la présidence de Rajoy, et obtient que deux personnes de confiance fassent partie du comité de direction, comme secrétaire à l'Organisation, et secrétaire à la Justice et à l'Intérieur.

### Perte de confiance de Mariano Rajoy
Après les élections générales du 9 mars 2008, au cours desquelles le PP reste dans l'opposition et remporte 58,6 % des voix dans la province d'Ávila, où il mène une dernière fois la liste, Rajoy décide le remplacement du porte-parole au Congrès des députés, Eduardo Zaplana, lançant un processus de rénovation interne dont beaucoup prévoient qu'Acebes sera également victime. Il continue toutefois à exercer la plénitude de ses fonctions, attendant un signe de la part du président du parti.
Finalement, le 5 mai, il renonce à être candidat à sa succession, recevant les remerciements publics de Mariano Rajoy, mais n'assiste pas, le 14 mai, à la séance de questions au gouvernement où s'exprime, pour la première fois, Soraya Sáenz de Santamaría, nouvelle porte-parole parlementaire.

### Retrait de la vie politique
Après avoir prononcé un discours d'adieu, le 20 juin au congrès de Valence, dans lequel il fustige les nationalistes et les barons du Parti populaire, il crée un cabinet d'avocats et entre au conseil d'administration de Cibeles, une filiale de Caja Madrid à la fin de l'année.
Il démissionne de son mandat parlementaire le 13 juin 2011, se retirant ainsi de la vie politique après trois ans sans aucune responsabilité dans le PP ou le groupe parlementaire.
Recruté comme consultant par Iberdrola en avril 2012, il est mis en examen au mois de juillet suivant pour la faillite de la banque Bankia, en sa qualité de représentant de Caja Madrid.

### Vie privée
Marié, père de deux enfants, il aurait fait partie de la Légion du Christ.